# Capitulación de Estonia y Livonia

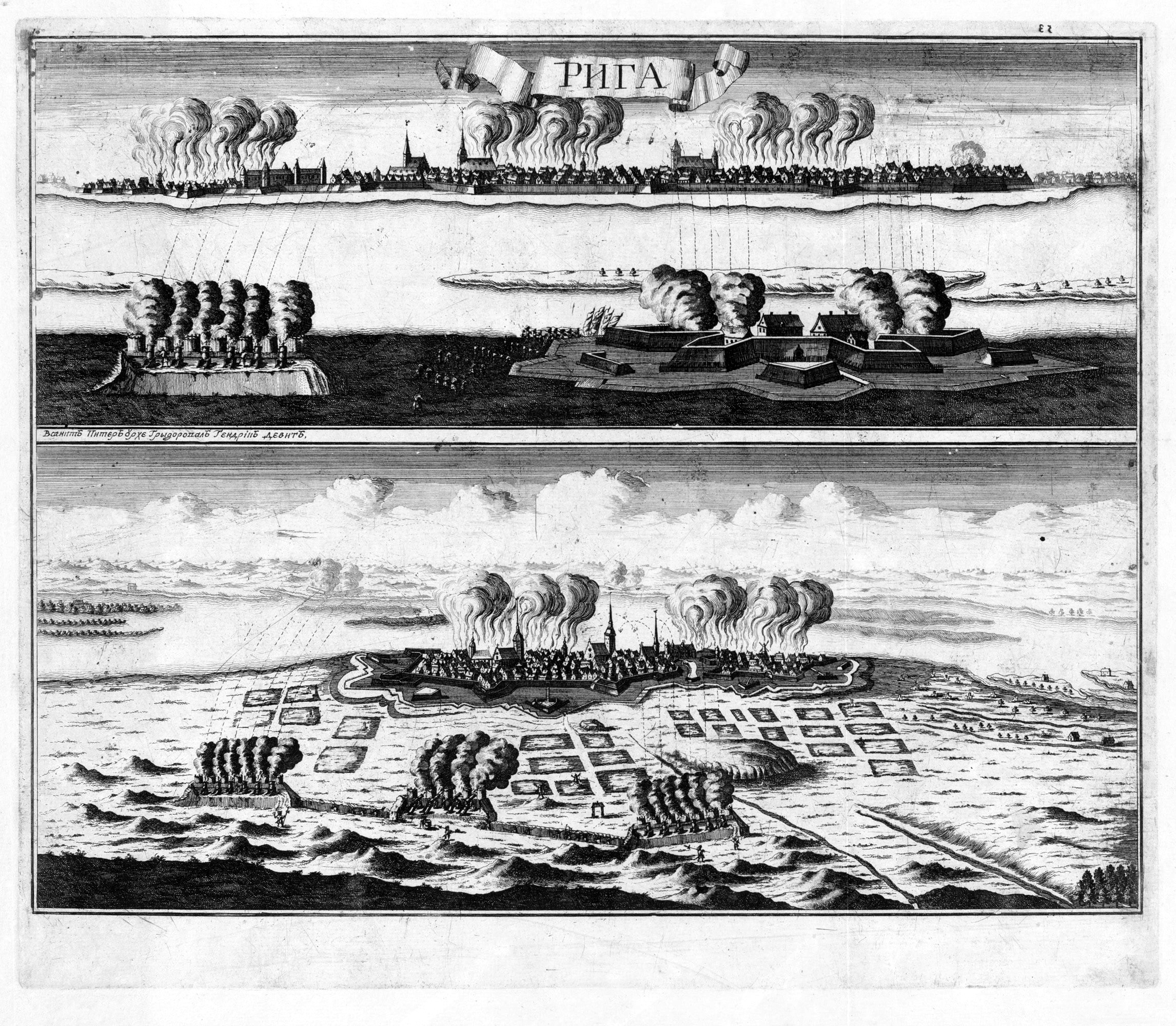
Asedio de Riga (1710).

Con la capitulación de Estonia y Livonia de 1710, los territorios suecos de Estonia y Livonia se integraron al Imperio ruso después de su conquista durante la Gran Guerra del Norte. La nobleza de Livonia y la ciudad de Riga se rindieron el 4 de julio (C.J.)/ 15 de julio de 1710 (C.G.), Pärnu en agosto, y la nobleza estonia y la ciudad de Reval (actual Tallin) el 29 de septiembre (C.J.) 10 de octubre (C.G.). Rusia respetó las instituciones locales y confirmó los privilegios tradicionales de los nobles alemanes y burgueses, especialmente respecto a la fe protestante.
El Imperio sueco formalmente aceptó las capitulaciones en el Tratado de Nystad en 1721. La transferencia de las provincias del báltico marcaba el final de Suecia como potencia regional imperante, en favor de Rusia. Las provincias del Báltico retuvieron su estatus especial hasta finales del siglo XIX.

## Antecedentes

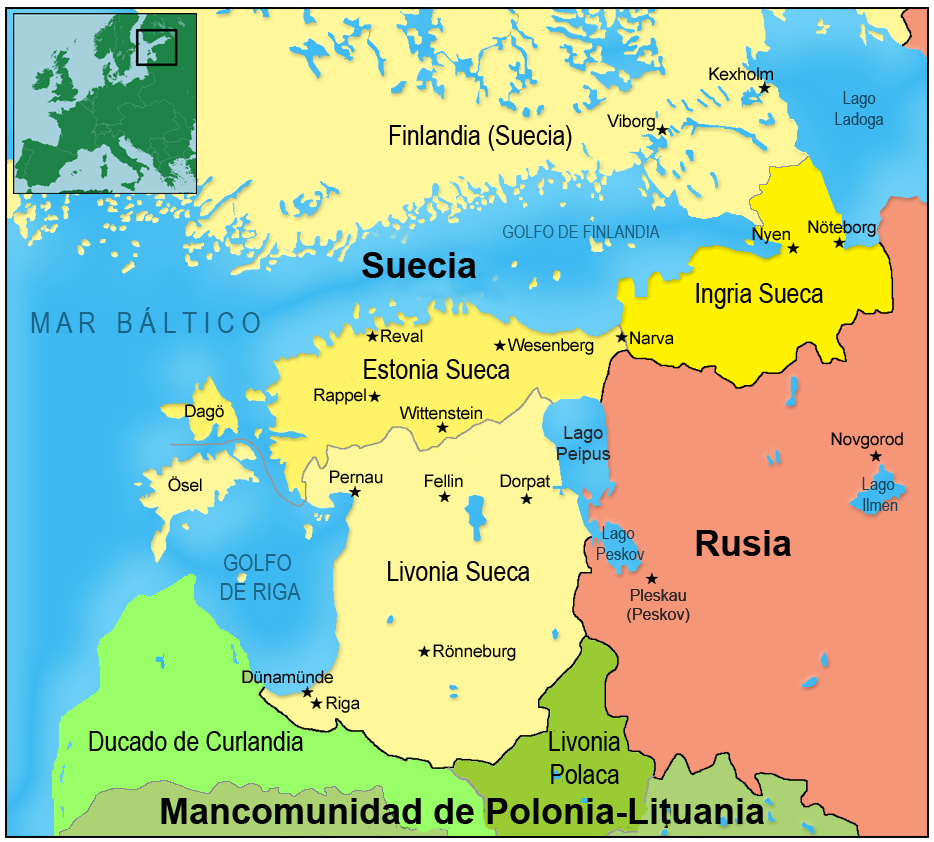
Las provincias bálticas antes de 1720/1721.

En los momentos iniciales de la Gran Guerra del Norte, Augusto lI de Sajonia y de la República de las Dos Naciones, Pedro I de Rusia, habían aceptado conquistar y dividir los dominios suecos en el Báltico en el Tratado de Preobrazhenskoye de 1699. Durante la guerra, Carlos XII de Suecia derrotó al ejército ruso en la Batalla de Narva (1700), y obligó a Augusto a retirarse a Sajonia. Con la marcha del principal ejército sueco, del teatro de operaciones ruso, Pedro I pudo reagrupar sus fuerzas y conquistar gran parte de las provincias bálticas, ocupando las principales plazas fuertes suecas (Riga, Reval y Pärnu) en 1710. Al mismo tiempo, el principal ejército sueco fue derrotado en la Batalla de Poltava, y las provincias bálticas sufrieron los efectos de la guerra y de la peste; a la vez, Pedro I asedió Riga, disparando él mismo las primeras cañonadas, en noviembre de 1709.

## Términos
En las capitulaciones de Estonia y Livonia, Rusia confirmó en gran parte las leyes y privilegios locales, especialmente a la Iglesia protestante, concediendo autonomía administrativa, económica, social y cultural. Esto incluía derechos y privilegios que databan de los tiempos de la Orden Teutónica y, en Estonia, derechos de la época danesa. La reducción de estos privilegios provocado por el absolutismo sueco, y la exitosa campaña del portavoz de los nobles de Livonia, Johann Reinhold Von Patkul, a favor de la guerra contra Suecia en los prolegómenos del conflicto, implicaban que la confirmación de estos privilegios tenía que asegurar la lealtad de las élites del Báltico, que en la mayoría había resistido ferozmente la conquista rusa. Las capitulaciones eran exclusivamente para los burgueses alemanes bálticos y la clase noble, mientras que la población de habla estonia y letona no era mencionada.
La confirmación de las leyes locales y la administración ocasionaron que muchos de los derechos y los decretos de los suecos permanecieran bajo el gobierno de Rusia. Por ejemplo, un listado incompleto de 122 decretos suecos que estaban todavía en vigor, fueron publicados en Reval en 1777, y la orden de los eclesiásticos suecos solo fue reemplazado en 1832.
La capitulación de Livonia violaba las reclamaciones de Augusto II perfiladas en el Tratado de Preobrazhenskoye (1699) y renovadas el 9 y 10 de octubre (C.J.)/20 y 21 de octubre (C.G.) de 1709 en el Tratado de Thorn. Cuando en estos tratados los aliados habían dividido los dominios suecos entre ellos, Augusto obtuvo Livonia. Ignorando la reclamación de Gerhard Johann von Löwenwolde de cumplir los tratados, Borís Xeremetev obligó a los livonianos a jurar fidelidad a Pedro I de Rusia. Löwenwolde, antes servidor de Augusto, fue el plenipotenciario de Pedro en Livonia y mantuvo este cargo hasta 1713.

## Consecuencias
Antes de que las hostilidades entre suecos y rusos finalizaran a Nystad (1721), el gobierno sueco no aceptó la capitulación. La inteligencia sueca operaba en las áreas ocupadas e interrogaba gente que se escapaba desde estas provincias hasta Suecia. Entre 1711 y 1712, las unidades navales suecas hacían incursiones a la costa estonia, quemando pueblos y propiedades. Simultáneamente, grandes expediciones fueron planeadas, incluyendo un asalto naval a Ösel (Saaremaa) en 1711, y un posterior desembarco con todas las tropas suecas estacionadas en Finlandia, pero estos planes no se llevaron a cabo. El último plan por una recuperación militar de las provincias de báltico se planteó en 1720, pero este tampoco se ejecutó. El gobierno sueco, mantenía una administración en el exilio de los dominios bálticos, y se asignaron posiciones administrativas vacantes hasta 1720.> La administración rusa, bajo el mando supremo de Borís Xeremetev, reaccionó prohibiendo contactos entre la población local y Suecia.
El 30 de agosto de 1721, el Tratado de Nystad formalizaba la adquisición rusa de las provincias del Báltico y las capitulaciones respectivas en los artículos IX, X, XI y XII. Suecia tenía que renunciar a sus reclamaciones «por siempre», y sacar las provincias de la titulación real sueca. Pedro I a cambio pasó, de ostentar el título de zar, al de imperator, titulándose cómo kniaz Estlanskyi, Livlandskyi y Korelskyi («duque de Estonia, Livonia y Carelia»). Aun así, la reconquista sueca de sus anteriores dominios en el Báltico permaneció como uno de los objetivos estratégicos del país durante un siglo después de la Gran Guerra del Norte, en cuanto estos territorios tenían un papel estratégico importante y Livonia había sido una fuente esencial por el suministro sueco de grano. Sin embargo, ninguno de los intentos durante las guerras ruso-suecas de 1741-1743, 1788-1790 y 1808-1809 tuvo éxito. Como Loit (2004) manifestó: «La adquisición de Estonia en 1561, que marcó el primer paso de la emergencia de Suecia como un grande poder europeo, y fue cuando perdió las provincias del Báltico a favor de Rusia en 1710 (1721), durante la Gran Guerra del Norte, que Suecia se transformó en un poder de segunda clase otra vez».
La adquisición de Estonia y Livonia introdujo un nuevo sector en la corte rusa, los nobles alemanes del Báltico. Durante los siglos siguientes, los alemanes del Báltico ocuparon posiciones importantes en el Imperio Ruso. Rusia completó su expansión al Báltico con la adquisición de Curlandia a través de una capitulación similar a la estonia y livoniana el 28 de marzo de 1795, durante la tercera partición de Polonia. Las provincias del Báltico retuvieron su estatus especial dentro del Imperio Ruso hasta el zar Nicolás I, que empezó a implementar políticas de rusificación durante los años 1840. Entre 1883 y 1905, bajo el zar Alejandro III, las políticas nacionalistas ocasionaron cambios en la administración y la educación, aunque después de la Revolución rusa de 1905 se aliviara la situación. Mientras que después de que la conquista de las provincias del Báltico, Pedro I garantizó que la lengua alemana retenía su estatus como lengua oficial, Catalina II de Rusia introdujo el ruso como segunda lengua oficial, y en 1880, el ruso se introdujo como segunda lengua vehicular.